# 재판을 받을 권리
재판을 받을 권리는 헌법 제27조에서 보장하는 기본권이다. 이 권리는 헌법과 법률이 정한 법관에 의한 재판을 받을 권리, 합헌적인 실체법과 절차법에 따른 재판을 받을 권리, 신속하고 공정한 재판을 받을 권리를 포함한다.

## 조문
제27조
1. 모든 국민은 헌법과 법률이 정한 법관에 의하여 법률에 의한 재판을 받을 권리를 가진다.
2. 군인 또는 군무원이 아닌 국민은 대한민국의 영역안에서는 중대한 군사상 기밀·초병·초소·유독음식물공급·포로·군용물에 관한 죄중 법률이 정한 경우와 비상계엄이 선포된 경우를 제외하고는 군사법원의 재판을 받지 아니한다.
3. 모든 국민은 신속한 재판을 받을 권리를 가진다. 형사피고인은 상당한 이유가 없는 한 지체없이 공개재판을 받을 권리를 가진다.
4. 형사피고인은 유죄의 판결이 확정될 때까지는 무죄로 추정된다.
5. 형사피해자는 법률이 정하는 바에 의하여 당해 사건의 재판절차에서 진술할 수 있다.

## 같이 보기
- 공정한 재판을 받을 권리